# Марушка Сендова-Василева
Марушка Благовестова Сендова-Василева е българска физичка.

## Биография
Родена е на 10 август 1960 г. в Асеновград. Баща ѝ е математикът и политик акад. Благовест Сендов. През 1984 г. завършва физика в Софийския университет. През 1993 г. специализира в Департамента по физика в Шефилдския университет, Великобритания и в Института „Макс Планк“ в Щутгарт, Германия, в 1997 г. – в Мюнхен, а през 2002 г. – в Юлих, Германия. От 1992 г. е кандидат на науките, а през 2002 г. става старши научен сътрудник II степен в Централната лаборатория по слънчева енергия и нови енергийни източници при Българска академия на науките, на която е научен секретар в периода 2004 – 2014 г.
Научните ѝ интереси са в областта на тънкослойните материали с приложение в слънчеви елементи, оптични свойства, луминисцентни и Раман спектри, електричните свойства, характеристиките на тънкослойни и органични фотоелементи.